# Jaboticatubas
Jaboticatubas är en kommun i Brasilien.   Den ligger i delstaten Minas Gerais, i den sydöstra delen av landet, 600 km sydost om huvudstaden Brasília. Antalet invånare är 17 119.
Omgivningarna runt Jaboticatubas är huvudsakligen savann. Runt Jaboticatubas är det glesbefolkat, med 13 invånare per kvadratkilometer.